# Oceania Cup 2003
El Oceania Cup de 2003 fue la 1ª edición del torneo. El cuadrangular que fiscalizó la FORU, hoy Oceania Rugby, fue ganado por Niue en forma invicta.

## Equipos participantes
- Selección de rugby de Islas Cook (Cookies)
- Selección de rugby de Niue
- Selección de rugby de Nueva Caledonia
- Selección de rugby de Tahití (Tahiti Nui)

## Posiciones
| Pos. | Equipo          | Encuentros | Encuentros | Encuentros | Encuentros | Tantos  | Tantos    | Tantos     | Puntos Totales |
| Pos. | Equipo          | jugados    | ganados    | empatados  | perdidos   | a favor | en contra | diferencia | Puntos Totales |
| ---- | --------------- | ---------- | ---------- | ---------- | ---------- | ------- | --------- | ---------- | -------------- |
| 1    | Niue            | 3          | 3          | 0          | 0          | 133     | 96        | + 96       | 6              |
| 2    | Islas Cook      | 3          | 2          | 0          | 1          | 125     | 40        | + 85       | 4              |
| 3    | Tahití          | 3          | 1          | 0          | 2          | 44      | 151       | - 107      | 2              |
| 4    | Nueva Caledonia | 3          | 0          | 0          | 3          | 36      | 111       | - 75       | 0              |

## Resultados

### Primera fecha
| 29 de agosto | Islas Cook | 56 - 18 | Tahití |  |  |

| 29 de agosto | Niue | 38 - 14 | Nueva Caledonia |  |  |
|              |      | Reporte |                 |  |  |

### Segunda fecha
| 3 de septiembre | Islas Cook | 55 - 5 | Nueva Caledonia |  |  |

| 3 de septiembre | Niue | 78 - 8  | Tahití |  |  |
|                 |      | Reporte |        |  |  |

### Tercera fecha
| 5 de septiembre | Niue | 17 - 14 | Islas Cook |  |  |
|                 |      | Reporte |            |  |  |

| 6 de septiembre | Tahití | 18 - 17 | Nueva Caledonia |  |  |

| Bandera de Niue |
| Campeón Niue    |
| Primer título   |